# The Bangles
The Bangles is een Amerikaanse pop- en rockband uit Los Angeles.

## Geschiedenis

### 1981-1990
De groep werd in januari 1981 opgericht door de zussen Vicki en Debbi Peterson, wat later kwamen Susanna Hoffs en Annette Zilinskas erbij. Oorspronkelijk opereerden ze onder de naam The Colors, later dat jaar werd dit The Bangs, om uiteindelijk in 1982 The Bangles te worden. De naam werd bedacht door geluidstechnicus Erik Visser die toen het geluid voor hen deed in de Lhasa Club in Hollywood. In dat jaar werd ook Zilinskas vervangen door Michael Steele, ooit nog bassiste bij The Runaways.
In 1984 verscheen het eerste album All Over The Place, met een eerste bescheiden hitje Going Down To Liverpool. Het tweede album Different Light was echter de doorbraak. De single Manic Monday, die gecomponeerd werd door Prince onder de schuilnaam Christopher, was een wereldhit. Met de single Walk Like an Egyptian deden ze dat succes nog een keer over, ook dat nummer stond wereldwijd op nummer 1. The Bangles waren de eerste meidengroep waarvan de leden zelf hun instrumenten bespeelden, die in Nederland een nummer 1 haalde.
Het succes zorgde ook voor tweedeling; Susanna Hoffs werd gezien als het centrale middelpunt terwijl The Bangles op de eerste plaats een band was met meerdere leadzangeressen. Met het album Everything uit 1988, dat de hitsingle Eternal Flame voortbracht, namen de geruchten toe dat de groep uit elkaar zou gaan. Eind 1989 was het dan zover; Susanna Hoffs begon een solocarrière en had begin 1991 een hit met My Side of the Bed. Tot 2012 heeft ze drie solo-albums uitgebracht.
Vicki Peterson toerde in de jaren 90 als lid van de band Continental Drifters en als invalster bij de Go-Go's.

### 2000-nu
In 2000 kwamen The Bangles echter weer bij elkaar en besloten het nummer Get the Girl op te nemen voor de film Austin Powers: The Spy Who Shagged Me. In 2001 coverde Atomic Kitten hun hit Eternal Flame. In 2003 kwam het artistiek geslaagde maar commercieel geflopte album 'Doll Revolution' uit. Nadat Michael Steele in april 2005 de band verliet gingen de Bangles als trio verder totdat ze op 31 december 2005 hun nieuwe bassiste introduceerden: Abby Travis was weliswaar geen vast lid, maar zou uiteindelijk elf jaar met de band optreden. Met deze bezetting kwamen ze in 2008 naar Nederland.
Op 27 september 2011 brachten The Bangles het album Sweetheart of the Sun uit.
In december 2013 gaven The Bangles twee concerten in de Fillmore, San Francisco met drie andere bands van de Paisley Underground-scene; The Dream Syndicate, The Three O' Clock en Rain Parade. Ze speelden vooral songs uit hun beginperiode. In januari 2014 volgde een concert tijdens het 50-jarig jubileum van de Whisky a Go Go.
Al deze bands zijn te horen op het verzamelalbum 3x4 dat in februari 2019 officieel uitkwam. The Bangles, inmiddels met de teruggekeerde bassiste Annette Zilinskas, zijn vertegenwoordigd met drie nieuwe nummers.

## Discografie

### Albums
| Album met eventuele hitnotering(en) in de Nederlandse Album Top 100 | Datum van verschijnen | Datum van binnenkomst | Hoogste positie | Aantal weken | Opmerkingen   |
| ------------------------------------------------------------------- | --------------------- | --------------------- | --------------- | ------------ | ------------- |
| The Bangles (EP)                                                    | 1982                  |                       |                 |              |               |
| All over the place                                                  | 1984                  |                       |                 |              |               |
| Different light                                                     | 1986                  | 13-12-1986            | 24              | 15           |               |
| Everything                                                          | 1988                  | 01-04-1989            | 4               | 23           |               |
| Greatest hits                                                       | 1990                  | 02-06-1990            | 28              | 14           | Verzamelalbum |
| Doll revolution                                                     | 2003                  |                       |                 |              |               |
| Hit collection                                                      | 2008                  |                       |                 |              | Verzamelalbum |
| Sweetheart of the sun                                               | 2011                  |                       |                 |              |               |

### Singles
| Single met eventuele hitnotering(en) in de Nederlandse Top 40 | Datum van verschijnen | Datum van binnenkomst | Hoogste positie | Aantal weken | Opmerkingen           |
| ------------------------------------------------------------- | --------------------- | --------------------- | --------------- | ------------ | --------------------- |
| Getting out of hand                                           | 1981                  | -                     |                 |              |                       |
| The real world                                                | 1983                  | -                     |                 |              |                       |
| Hero takes a fall                                             | 1984                  | -                     |                 |              |                       |
| Going down to Liverpool                                       | 1985                  | -                     |                 |              |                       |
| Manic Monday                                                  | 1986                  | 22-02-1986            | 24              | 6            |                       |
| If she knew what she wants                                    | 1986                  | -                     |                 |              |                       |
| Going down to Liverpool                                       | 1986                  | -                     |                 |              | Heruitgave            |
| Walk like an Egyptian                                         | 1986                  | 08-11-1986            | 1(5wk)          | 14           |                       |
| Walking down your street                                      | 1987                  | 28-02-1987            | 33              | 3            |                       |
| Following                                                     | 1987                  | -                     |                 |              |                       |
| Hazy shade of winter                                          | 1988                  | 30-01-1988            | 13              | 6            |                       |
| In your room                                                  | 1988                  | -                     |                 |              |                       |
| I'll set you free (Remix)                                     | 1988                  | -                     |                 |              |                       |
| Eternal flame                                                 | 1989                  | 18-03-1989            | 1(7wk)          | 16           | Hit van het jaar 1989 |
| Be with you                                                   | 1989                  | 24-06-1989            | tip4            | -            |                       |
| Everything I wanted                                           | 1990                  | 16-06-1990            | tip4            | -            |                       |
| Walk like an Egyptian (Remix)                                 | 1990                  | -                     |                 |              |                       |
| The eternal mix                                               | 1990                  | -                     |                 |              |                       |
| Something that you said                                       | 2003                  | -                     |                 |              |                       |
| Tear off your own head                                        | 2003                  | -                     |                 |              |                       |
| I will take care of you                                       | 2003                  | -                     |                 |              |                       |

### NPO Radio 2 Top 2000
| Nummers met noteringen in de NPO Radio 2 Top 2000 | '99  | '00  | '01  | '02  | '03  | '04  | '05  | '06  | '07  | '08  | '09  | '10  | '11 | '12 | '13 | '14 | '15 | '16 | '17 | '18  | '19  | '20  | '21  | '22  | '23  | '24  |
| ------------------------------------------------- | ---- | ---- | ---- | ---- | ---- | ---- | ---- | ---- | ---- | ---- | ---- | ---- | --- | --- | --- | --- | --- | --- | --- | ---- | ---- | ---- | ---- | ---- | ---- | ---- |
| A Hazy Shade of Winter                            | -    | 1555 | -    | -    | -    | -    | -    | -    | -    | -    | -    | -    | -   | -   | -   | -   | -   | -   | -   | -    | -    | -    | -    | -    | -    | -    |
| Eternal Flame                                     | 96   | 138  | 104  | 199  | 244  | 205  | 334  | 440  | 383  | 295  | 431  | 427  | 546 | 835 | 814 | 666 | 774 | 662 | 775 | 1120 | 1300 | 1278 | 1264 | 1311 | 1196 | 1421 |
| Manic Monday                                      | 1204 | -    | 1680 | 1878 | -    | -    | -    | -    | -    | -    | -    | -    | -   | -   | -   | -   | -   | -   | -   | -    | -    | -    | -    | -    | -    | -    |
| Walk Like an Egyptian                             | 999  | 1197 | 611  | 1036 | 1153 | 1097 | 1287 | 1646 | 1668 | 1368 | 1600 | 1774 | -   | -   | -   | -   | -   | -   | -   | -    | -    | -    | -    | -    | -    | -    |

1. ↑  Een '-' betekent dat het nummer niet was genoteerd en een vetgedrukt getal geeft de hoogste notering van een nummer aan.